# Wikipédia en ilocano
Wikipédia en ilocano (en ilocano : Wikipedia nga Ilokano) est l'édition de Wikipédia en ilocano, langue philippine parlée au Nord de Luçon aux Philippines. L'édition est lancée en octobre 2005,,. Son code est : ilo.
Au 21 mars 2025, l'édition en ilocano contient 15 396 articles et compte 18 590 contributeurs, dont 24 contributeurs actifs et 2 administrateurs.

## Présentation

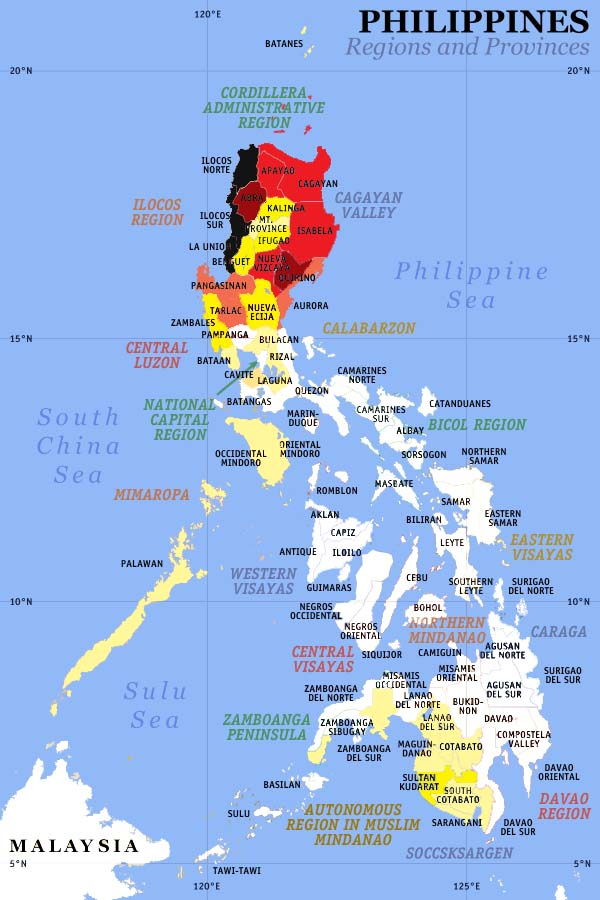
Aire de diffusion de l'ilocano.

## Statistiques
- Le 5 mars 2015, l'édition en ilocano compte 7 276 articles et 7 368 utilisateurs enregistrés[4], ce qui en fait la 136e[5] édition linguistique de Wikipédia par le nombre d'articles et la 180e[6] par le nombre d'utilisateurs enregistrés, parmi les 287 éditions linguistiques actives.
- Le 7 octobre 2022, elle contient 15 363 articles et compte 16 301 contributeurs, dont 22 contributeurs actifs et 2 administrateurs.
- Le 2 septembre 2024, elle contient 15 387 articles et compte 18 108 contributeurs, dont 22 contributeurs actifs et 2 administrateurs.